# Scott Caan
Scott Andrew Caan (Los Angeles, Kalifornia, 1976. augusztus 23. –) amerikai színész. 
A Hawaii Five-0 című sorozatban Danny „Danno” Williams nyomozó megformálásáért Golden Globe-díjra jelölték. Caan ismert az HBO Törtetők című sorozatából is. Tagja volt a '90-es évek The Whooliganz nevű rapcsapatának.

## Fiatalkora és családja
Caan a kaliforniai Los Angelesben született James Caan színész, és Sheila Marie Ryan színésznő és volt modell gyermekeként. Apai nagyszülei zsidó bevándorlók voltak Németországból. Van egy idősebb féltestvére, Tara Caan, és három fiatalabb féltestvére, Alexander James Caan (1991), Jacob Nicholas Caan (1995) és James Arthur Caan (1998).

## Karrier

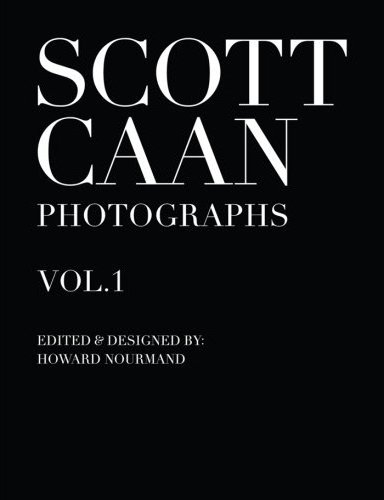
Scott Caan Photographs Vol.1

Caan fellépőtárs volt a Cypress Hill és House of Pain rapcsapatok mellett. Tagja volt a The Whooliganz hiphopduónak (a producer Alkimistával). Ő és az Alkimista, mikor rap duóként léptek még fel, lemezszerződést kötöttek a Tommy Boy rekorddal. Felvették a Make Way for the W. című albumukat, de az első egyedülálló "Put Your Handz Up" című számuk után az album a fiók mélyére került és a Tommy Boy felbontotta a szerződést. 1995-ben a "Whooliganz" című számuk egyedülállóként megjelent az Egyesült Királyságban, de Caan és az Alkimista addigra már különvált. 2014-ben egy dal erejéig újra összeálltak.
Miután kijárta Playhouse West színészeti iskolát Los Angelesben, 1990-ben megkezdte színészi karrierjét és megjelent számos független és alacsony költségvetésű filmben. Első nagyobb szerepében a Prérifarkas Blues (1999) vakmerő Texas-i futballistájaként, Charlie Tweederként jelent meg. Ugyan ebben az évben játszotta Drew-t a Saturn című filmben. Caan később megjelent számtalan filmben, mint a Ha szorít a szorító (2000) David Arquette-tel, Brókerarcok (2000) Vin Diesellel és a Törvényen kívül (2001) Colin Farrell-lel, ahol Caan egy 19. századi banditát, Cole Youngert alakította. 2003-ban Caan megvillantotta rendezői tehetségét a Dallas 362 című filmmel, amivel díjat is nyert a 2003-as Las Vegas-i Filmfesztiválon.
Szerepelt az Ocean’s Eleven filmtrilógiában, valamint együtt játszott Paul Walker-el A tenger vadjai akciófilmben. Caan írta és rendezte a 2006-ban megjelent The Dog Problem komédiát, amiben mellékszereplőként is megjelent. Feltűnt a Törtetők című televíziós sorozatban, Scott Lavin visszatérő szerepében.
Caan játssza Danny „Danno” Williams nyomozót a Hawaii Five-0-ban. A sorozat 2010. szeptember 20-án debütált. 2011-ben Golden Globe díjra jelölték legjobb férfi mellékszereplő (televíziósorozat, televíziós minisorozat vagy tévéfilm) kategóriában ezért a szerepéért.
A színészkedés mellett Caan megpróbálkozott a fotózással is. Phil Parmet ihlette és tanította mikor 2003-ban a Dallas 362 című filmen dolgoztak közösen. Caan elmondta: „Amikor a filmet készítettük, Phil inspirált arra, hogy tanuljak a lencsékről, fényekről, keretekről, és a 250 milliméteres kamera működéséről. Mire kész lett a film, már a következőt akartam forgatni.” Scott Caan Photographs, Vol. 1. címmel 2009-ben jelent meg az első fotóalbuma. A könyvet Howard Nourmand tervezte és szerkesztette, a bevezetőt Steve Olson írta.

## Önkéntes munka
Caan aktív önkentes volt a Surfers Healing-nél, egy szervezetnél, ahol autista gyerekeket ismertetnek meg a szörfözés örömeivel. Egyéb hasonló szervezetekkel is dolgozott, mint az A Walk On Water, TheraSURF és Life Rolls On.

## Magánélete
Caan barna öves Brazil Jiu-Jitsu-ban. 2014-ben bejelentették, hogy barátnőjével első gyermeküket várják.

## Szerepei

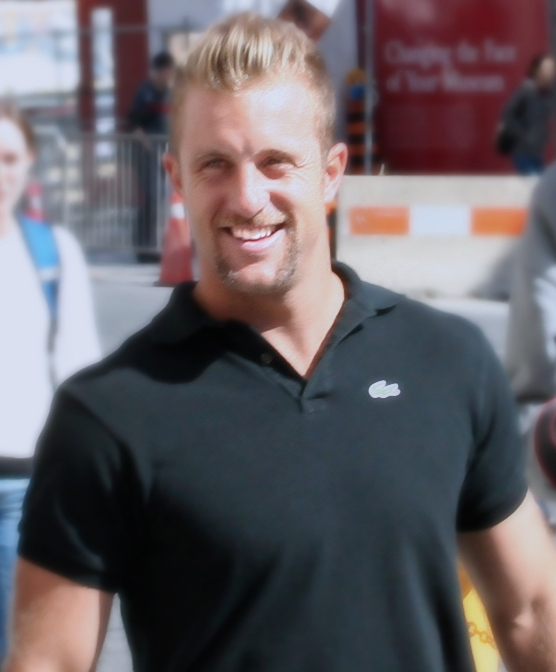
Caan a 2006-os nemzetközi torontói film fesztiválon

| Év   | Cím                                      | Szerep                     | Megjegyzések |
| ---- | ---------------------------------------- | -------------------------- | --- |
| 1995 | A Boy Called Hate                        | Steve / Hate               | |
| 1996 | Aaron Gillespie Will Make You a Star     | Sean                       | |
| 1996 | Végső esély                              | Strut                      | Jelölt - Zsűri különdíj a CineVegas Film Fesztiválon (osztozva Harvey Silver-rel)                                                                                        |
| 1997 | Nowhere                                  | Ducky                      | |
| 1998 | Bongwater                                | Bobby                      | |
| 1998 | Nowhere to Go                            | Romeo                      | |
| 1998 | A közellenség                            | Jones                      | |
| 1999 | Prérifarkas Blues                        | Charlie Tweeder            | |
| 1999 | Saturn                                   | Drew                       | |
| 1999 | Fekete-fehér                             | Scotty                     | |
| 2000 | Brókerarcok                              | Richie O'Flaherty          | |
| 2000 | Ha szorít a szorító                      | Sean Dawkins               | |
| 2000 | Tolvajtempó                              | Timmy "Tumbler" Tummel     | |
| 2001 | Törvényen kívül                          | Cole Younger               | |
| 2001 | Novocaine                                | Duane Ivey                 | |
| 2001 | Ocean’s Eleven – Tripla vagy semmi       | Turk Malloy                | Jelölt – MTV Movie díj a legjobb művészi alkotást nyújtó színészcsapat Jelölt – Phoenix Film Kritikusok Társaságának díja a legjobban együtt játszó színészcsapat díjára |
| 2002 | Sonny                                    | Jesse                      | |
| 2003 | Testvérek közt                           | Dallas                     | Íróként és rendezőként is Kritikusok díja a CineVegas Film Fesztiválon                                                                                                   |
| 2004 | In Enemy Hands                           | Lt. Cmdr. Randall Sullivan | |
| 2004 | Ocean’s Twelve – Eggyel nő a tét         | Turk Malloy                | |
| 2005 | A tenger vadjai                          | Bryce                      | |
| 2006 | Jóbarátnők                               | Mike                       | |
| 2006 | Gyilkos szerelem                         | Detective Reilly           | |
| 2006 | The Dog Problem                          | Casper                     | Íróként és rendezőként is |
| 2007 | Brooklyn törvényei                       | Carmine Mancuso            | |
| 2007 | Ocean’s Thirteen – A játszma folytatódik | Turk Malloy                | Jelölt – Teen Choice Award for Choice Movie: Chemistry |
| 2007 | Történetek Amerikáról                    | Hayden Field               | Részletek a "Life Makes Sense If You're Famous" című filmből |
| 2008 | Az üresfejű                              | Dooley tiszt               | |
| 2009 | Mercy                                    | Johnny Ryan                | Íróként és producerként is |
| 2009 | Deep in the Valley                       | Rod Cannon                 | |
| 2010 | A Beginner's Guide to Endings            | Cal White                  | |
| 2013 | 3 Geezers!                               | Scott                      | |
| 2015 | Rock the Kasbah                          | Jake                       | |
| 2016 | Two for One                              | Alexander Clarke           | Utómunkálatok alatt |

| Év      | Cím               | Szerep                 | Megjegyzések |
| ------- | ----------------- | ---------------------- | --- |
| 2006    | Learning to Fly   | Dick                   | Eladatlan ABC próbaepizódok |
| 2009    | Cop House         | Brian Ford             | Eladatlan Fox próbaepizódok |
| 2009–11 | Törtetők          | Scott Lavin            | 19 epizód |
| 2010–20 | Hawaii Five-0     | Danny "Danno" Williams | Főszerep TV Guide Award a kedvenc brománc szerepért (Alex O'Loughlin-nal osztozva) (2013) Jelölt – Golden Globe díj a legjobb mellékszereplő – Sorozat, Minisorozat vagy Televíziós film (2011) Jelölt – Teen Choice Award for Choice TV Actor Action: Action (2013) 98 epizód |
| 2012    | NCIS: Los Angeles | Danny "Danno" Williams | Epizód: "NCIS: Los Angeles: A halál érintése" |

## Fordítás
Ez a szócikk részben vagy egészben  a   Scott Caan című angol Wikipédia-szócikk ezen változatának fordításán alapul.  Az eredeti cikk szerkesztőit annak laptörténete sorolja fel. Ez a jelzés csupán a megfogalmazás eredetét és a szerzői jogokat jelzi, nem szolgál a cikkben szereplő információk forrásmegjelöléseként.